# Farrel O'Shea
Farrel O'Shea (3 de agosto de 1963 – 2 de junio de 2024) fue un profesional británico de windsurf. Posee el récord británico de velocidad a vela para todas las embarcaciones a vela, reconocido por el World Sailing Speed Record Council.
Originalmente de Wellington, Shropshire, O'Shea se estableció en el área de Gwynedd en Gales. Saltó a la fama a mediados de la década de 1980 como un radical wave sailor; el windsurfista británico más amigable con los medios del período, uno de los primeros europeos en realizar el santo grial de los movimientos de windsurf, el front loop. Tres veces subcampeón británico de wave sailing, tuvo una carrera exitosa en la velocidad a vela entre 1986 y 1990.
O'Shea escribió tres libros sobre windsurf, incluido el best seller global Introduction to Windsurfing en 1988. Persuadido a salir de su retiro por Dave White en 2006, se reincorporó al tour profesional de ISWC Speed World Cup. Rompió el prestigioso récord británico de velocidad a vela en 500 m el 5 de marzo de 2008 durante el evento Masters of Speed en St Marie de la Mer, Francia, logrando 44.34 nudos, superando el récord anterior de Dave White.
Con una tendencia hacia el cronometraje GPS y una escalera de velocidad global, O'Shea logró la segunda velocidad más rápida en 2008, el 8º en 2009 y el 3º a nivel mundial en 2010, el atleta británico mejor clasificado.
O'Shea vivía y entrenaba en Abersoch, North Wales. Falleció repentinamente en Francia el 2 de junio de 2024, a la edad de 60 años.